# Берислав Гргић
Берислав Гргић (Котор Варош, 15. фебруар 1960) је хрватски бискуп босанскохерцеговачког поријекла који служи у Норвешкој у римокатоличкој територијалној прелатури Тромсеа, најсјевернијој католичкој бискупији на свијету.
Гргић је напустио Босну и Херцеговину за вријеме Рата у Босни и Херцеговини, а стигао је у Норвешку као избјеглица и на крјау постао један од највиших званичника католичке цркве у Норвешкој.
Његов мото је: „Astare coram te”.

## Младост
Гргић је рођен у хрватској породици у Новом Селу, код Котор Вароши у Босни и Херцеговини, која је у вријеме била у саставу ФНРЈ. За свештеника заредио га је бискуп Фрањо Комарица у Бањој Луци 29. јуна 1986. године. Каријеру је започео у својој родној Бањолучкој бискупији, као капелан је служио у Старој Ријеци све до 1987. године, а затим као викар у Гламочу од 1987. до 1988. године. Од 1988. до 1991. године похађао је Папински универзитет Грегоријана у Риму.
Када је 1991. године у Босни и Херцеговини избио рат, Гргић је предавао на семинару у Задру у Хрватској. За вријеме рата, од 1992. до априла 1995. године, радио је за бањалучки Каритас, са сједиштем у Загребу у Хрватској. Гргић је у августу 1995. године постао ратни избјеглица. Отишао је у Хрватску, а затим у Норвешку у јануару 1996. године. Хрватска епископска конференција, уз одобрење Епископске конференције Босне и Херцеговине, одмах га је именовала пастором за 1200 хрватских избјеглица унутар римокатоличке епархије у Ослу. Након што је научио норвешки језик, Гргић је постао пастор свих имиграната у епархији.

## Каријера у Норвешкој
Гргић је радио у школи Света Сунива и као капелан у катедрали Светог Олафа у Ослу од 2000. до 2001. године, прије него што је накратко напустио Норвешку да би отишао у римокатоличку надбискупију у Минхену и Фрајзингу 2007. године. Именован је за прелата Тромсеа 18. децембра 2008. године, а следеће године 28. марта Бернт Ивар Ајдсвинг га је посветио као бискупа. Посвећење се одржало у посебној кабини протестанској катедрали у Тромсеу, јер је католичка катедрала била превише мала. Посвећењу је присуствовао амбасадор Босне и Херцеговине у Норвешкој Елма Ковачевић и Хрвати из цијеле Норвешке.
Гргић је први бискуп Тромсеа који није Нијемац. Иако је његова бискупија велика као читава Босна и Херцеговина, она је врло ријетко насељена, тако да већину времена проводи у авиону. Већина од 5.505 католика његове бискупије нису Норвежани, а само четири су Хрвати из Босне и Херцеговине. Поред свог матерњег језика, Гргић говори италијански, њемачки, енглески и норвешки језик.